# アイス・オン・ファイアー
『アイス・オン・ファイアー』（Ice on Fire）は、1985年に発表されたエルトン・ジョンのアルバム。

## 解説
1970年代のプロデューサーであるガス・ダッジョンを再び起用した一作。当時、ガスが窮状にあったためエルトンが仕事をオファーしたもの。キキ・ディーもコーラスで参加している他、クイーンのロジャー・テイラー、ジョン・ディーコンも参加している。
「ラップ・ハー・アップ」はジョージ・マイケルをゲストに招いたアップテンポな楽曲。ラップの要素を彼なりに取り入れている。他にベルリンの壁をモチーフにしたバラード「悲しみのニキタ」がヒットした。
「エルトンのケンカ大作戦」は同年のヒットシングルであるが、日本・英版のみに収録されていたボーナストラック。現在は1998年のリマスター盤で、シングルB面曲が追加された版を使用しているため削除された。PVはコントのような爆発オチが見られる楽しい仕上がりである。

## 収録曲
1. ジス・タウン - "This Town"
2. 浄罪の叫び - "Cry To Heaven"
3. ソウル・グローブ - "Soul Glove"
4. 悲しみのニキタ - "Nikita"
5. トゥー・ヤング - "Too Young"
6. ラップ・ハー・アップ - "Wrap Her Up"
7. サテライト - "Satellite"
8. 非情の通知 - "Tell Me What the Papers Say"
9. キャンディ・バイ・ザ・パウンド - "Candy by the Pound"
10. シュート・ダウン・ザ・ムーン - "Shoot Down the Moon"

- 作詞 バーニー・トーピン
- 作曲 エルトン・ジョン、6：エルトン&デイビー・ジョンストン&フレッド・マンデル&チャーリー・モルガン&ポール・ウェストウッド&ウィリアム・A・ボング

### ボーナストラック（1985年のオリジナルCDと1992年のMCA再発盤）
1. エルトンのケンカ大作戦 - "Act of War"（with ミリー・ジャクソン）

- 作詞 バーニー・トーピン
- 作曲 エルトン・ジョン

### ボーナス・トラック（1999年マーキュリー再発盤）
1. ザ・マン・フー・ネヴァー・ダイド (1985remix) - "The Man Who Never Died" ※インストゥルメンタル
2. レストレス （ライヴ） - "Restless" (Live 1984)
3. 悲しみのバラード（ライヴ） - "Sorry Seems To Be The Hardest Word" (Live 1977)
4. アイム・スティル・スタンディング（ライヴ） - "I'm Still Standing" (Live 1984)

- 作詞 バーニー・トーピン
- 作曲 エルトン・ジョン

## アルバム参加ミュージシャン
- エルトン・ジョン - ボーカル、ピアノ、シンセサイザー (4,7,9)、バック・ボーカル (4)
- デイビー・ジョンストン - スパニッシュギター (2)、スライド・ギター (2)、エレクトリックギター (3,5,6,8,9)、ギター (7)、シンセサイザー (7)、バック・ボーカル (3-9)
- ジェームズ・ニュートン・ハワード - ストリングス・アレンジ (3,6)
- フレッド・マンデル (Fred Mandel) - シンセサイザー (1,4,5,7,10)、キーボード (2,3,6,8)、シーケンサー (6)、エレクトリックギター (7)、フィンガー・クリック (7)
- フランク・リコッティ (Frank Ricotti) - コンガ (3)、タンバリン (3)、シェイカー (3)、Timps (5)、シンバル (5)、ヴィブラフォン (9)
- チャーリー・モルガン (Charlie Morgan) - ドラム (2,6)
- メル・ゲイナー - ドラム (3,7)
- デイヴ・マタックス (David Mattacks) - ドラム (4,8,9)、ミリタリー・スネア (5)
- ポール・ウェストウッド (Paul Westwood) - ベース (2,6)
- デオン・エッツ (Deon Estus) - ベース (3,7)
- デヴィッド・ペイトン (David Paton) - ベース (4,8,9)
- ピノ・パラディーノ - ベース (10)
- ガス・ダッジョン - ブラス・アレンジ (3,6)、シモンズ・ドラム (5)
- オンワード・インターナショナル・ホーンズ - ブラス (1,3,6,9)
  - デヴィッド・ビッテリ (David Bitelli) - テナー・サクソフォーン (1,3,6)、バリトン・サクソフォーン (1,6,9)、アレンジ (1,3,6,9)
  - ポール・スポング (Paul Spong) - トランペット (1,3,6,9)
  - ラウル・オリヴィア (Raul D'Oliveira) - トランペット (1,3,6,9)
  - リック・タイラー (Rick Taylor) - トロンボーン (1,3,6,9)、バストロンボーン (3)、アレンジ (9)
- ボブ・シニドア (Bob Sydor) - テナー・サクソフォーン (3)
- フィル・トッド (Phil Todd) - アルト・サクソフォーン (6)
- ピート・トーマス (Pete Thomas) - テナー・サクソフォーン (11)
- ニック・ペンテロウ (Nick Pentelow) - テナー・サクソフォーン (11)
- クリス・パイン (Chris Pyne) - トロンボーン (11)
- ケイティ・キッソン (Katie Kissoon) - バック・ボーカル (3,6,8,9)
- ピート・ウィングフィールド (Pete Wingfield) - バック・ボーカル (3,5-9)
- アラン・カーヴェル (Alan Carvell) - バック・ボーカル (3,5,7-9)

- シスター・スレッジ - バック・ボーカル (1)
- キキ・ディー - バック・ボーカル (3,5,6,8,9)
- ニック・カーショウ - エレクトリックギター (4,7)、バック・ボーカル (5)
- ジョージ・マイケル - ボーカル (6)、バック・ボーカル (4)
- ロジャー・テイラー - ドラム (5)
- ジョン・ディーコン - ベース (5)

## 製作
- ガス・ダッジョン - プロデューサー
- スチュワート・エップス - 録音
- ジョン・リード - マネージメント
- テリー・オニール - 写真
- デヴィッド・ラーカム&ザ・クリーム・グループ - デザイン